# 剣
En japonais, le kanji 剣 (ken), qui peut se prononcer aussi tsurugi, suivant où il est placé dans le mot, signifie épée ou sabre.
Les arts martiaux kendo, kenjutsu et aikiken (pratique du bokken en aikido), et les termes bokken et shuriken tirent d'ailleurs leur nom de ce kanji.
Son caractère Unicode est 5263.

## Expressions
- Ki ken tai : union de l'esprit (ki, l'énergie vitale), du sabre (ken)  et du corps (tai) dans un même mouvement ; désigne un mouvement du corps fluide menant directement le sabre au but.